# Michael Schumacher
Michael Schumacher (Hürth-Hermülheim, 3. siječnja 1969.),  njemački vozač Formule 1 iz Kerpena u Porajnju. Michael je stariji brat Ralfa Schumachera, koji je također bio vozač Formule 1, te otac Micka Schumacher koji je 2021. godine debitirao u Formuli 1.
Najuspješniji vozač Formule 1 svih vremena. Sedmerostruki prvak svijeta, pobjednik 91 Grand Prix utrka, te vlasnik još niza rekorda u svijetu Formule 1. Bio je dva puta njemački sportaš godine (1995. i 2004.). Prvi je i zasad jedini Nijemac, kojemu je to uspjelo ostvariti u utrkama Formule 1, a samim time je popularizirao Formulu 1 kao sport u svojoj zemlji. Nakon dva naslova prvaka osvojenih u Benettonu (1994. i 1995.) 1996. g. prelazi u Ferrari, momčad kojoj je tada zadnji naslov prvaka bio osvojen 1979. s Jodyjem Scheckterom. Od 2000. pa do kraja 2004. Schumacher je osvojio 5 naslova u nizu. Posljednju sezonu 2006. u Ferrariju odvozio za 46 milijuna dolara. Nakon neuspjelog povratka u F1 2009. kao zamjena za ozlijeđenog Felipea Massu, zbog bolova u vratu koje je zadobio prilikom pada s motocikla, Schumacher je morao na kraju odustati. Natjecanju Formule 1 vratio se 2010., kao član momčadi Mercedesa koja je preuzela momčad Brawn GP-a.

## Mladost
Michael je sin Rolfa Schumachera, zidara, vlasnika lokalne karting staze u rodnom Kerpenu. Majka Elizabeth radila je po kantinama. S 4 godine Michael je vozio prve karting utrke, s bolidom kojeg je osobno napravio njegov otac. To su bila obična dječja kolica s malo ojačana konstrukcijom u koji je bio ugrađen motor od mopeda. U dobi od 6 god. Michael je osvojio prvi naslov u lokanom prvenstvu malih kartinga te je time pokazao urođeni talent za vožnju. Pored kartinga trenirao je i taekwondo.
Od 1984. godine Michael vozi njemačke i europske serije u kartingu uključujući i Formulu Konig. 1987. osvaja njemačko i europsko prvenstvo u kartingu, što je značilo i napuštanje škole te početak rada kao mehaničara. Godine 1988. počinje se natjecati s formulama, i to počevši s Formulom Ford serijom, da bi kasnije nastavio s njemačkom Formulom 3 gdje u naredne dvije godine vozi vrlo uspješno i osvaja naslov 1990.
Krajem 1990. pridružuje se Mercedesovom juniorskom programu trkaćih vozača i na zadnjoj utrci te godine, u utrci prototipova, pobjeđuje na stazi Autódromo Hermanos Rodríguez.
Godine 1991. nastavlja u istom prvenstvu također pobijedivši na zadnjoj utrci u Japanu s bolidom Sauber-Mercedes-Benz C291. Iste godine natjecao se u još nekoliko prvenstava kao što su japanska Formula 3000 i DTM (njemačko prvenstvo turističkih automobila).

## Formula 1

#### Prva utrka s Jordanom
Prvi nastup u Formuli 1 Michael je odvozio 1991. godine na VN Belgije s ekipom Jordan-Ford zamijenivši Bertranda Gachota koji je bio u britanskom zatvoru nakon tučnjave s policajcem. Budući da je još uvijek bio pod ugovorom s Mercedesom popisao je novi ugovor s Eddiejem Jordanom nakon testiranja na Silverstoneu tjedan dana prije debi utrke. Njegov manager Willi Weber odigrao je ključnu ulogu u cijelom procesu rekavši Eddiju, da Michael dobro pozna belgijsku stazu (što je bila mala laž, jer Michael je bio na stazi samo s biciklom) na što je Eddie pristao i Michael je debitirao.
Kvalificirao se na 7. mjesto što je bilo za momčad Jordan (ta sezona im je bila prva u Formuli 1) najbolji dotadašnji rezultat. 
U utrci je odustao nakon samo 300-tinjak metara zbog kvara na kvačilu.

## Benetton

#### 1991. – 1993.
Nakon debija na VN Belgije s Jordan Fordom Michael je već sljedeću utrku na VN Italije bio u drugom bolidu, bolidu Benetton Forda. Prvu utrku u Benettonu završava na 5. mjestu ispred timskog kolege i trostukog svjetskog prvaka Nelsona Piqueta.
Sezonu u Benettonu odvezao je do kraja osvojivši 14. mjesto u ukupnom poretku s 4 osvojena boda.
U prvoj cijeloj sezoni 1992. Michael ostvaruje prvi podij na VN Meksika, čime počinje njegova značajnija uloga u Formuli 1. Vozi dosta odlučnije i agresivnije, i na stazi uopće nije izgledao kao novak, nego kao vozač koji iza sebe ima nekog iskustva. Svog novog timskog kolegu Martina Brundlea ostavljao je na kvalifikacijama i do sekunde zaostatka. Kritizira Sennu na VN Brazila radi nepotrebnog ponovnog obilaženja, kada ga je Michael već prošao, jer je Senna imao već vidljive probleme na bolidu te je kasnije odustao. Sudaraju se također i na VN Francuske kada Michael neoprezno i kasno koči i udara u Sennu. Vraća se podijem na domaćem terenu na VN Njemačke na Hockenheimu, da bi na VN Mađarske izletio sa staze kada mu je na ravnini ispao stražnji stabilizator. Izlijetanje je bilo bez nekih većih posljedica. Godinu dana nakon debitantske utrke, 30. kolovoza Michael ostvaruje prvu pobjedu na VN Belgije. U cijeloj sezoni na startu se nije kvalificirao slabije od 6. mjesta. Sezonu je završio na 3. mjestu s 53 boda iza Nigela Mansella i Riccarda Patresea, koji su vozili Williamse s aktivnim ovjesom i sustavom za kontrolu staze.
1993. Michael nastavlja s Benettonom. Ta sezona bila je jednako usješna kao i protekla, ali ipak malo drugačija, u neku ruku čak i teža. Opet su se ponovile borbe sa Sennom, s čijim se načinom vožnje Michael često nije slagao. Na prvoj utrci na VN Južnoafričke Republike u jednom dvoboju sa Sennom prilikom Michaelovog napada, da bi izbjegao sudar izvrtio se, jer je Senna ušao na njegovu putanju. VN Velike Britanije također je obilježio duel u kojem Michael prestiže Sennu tada u borbi za drugo mjesto. Razlika između njega i momčadskog kolege i veterana Riccarda Patresea, kojemu je to ujedno bila i posljednja sezona u Formuli 1, često je bila i preko sekunde. Uspio je ipak pobijediti na VN Portugala krajem sezone. Osvojio je 52 boda i završio sezonu na 4. mjestu.

#### 1994. – 1995.
Michael sezonu 1994. počinje pobijedivši 6 puta u prvih sedam utrka. Njegov Benetton kao i neki drugi bolidi bili su pod sumnjom upotrebljavaju nedopuštena elektronička pomagala, i to tijekom čitave sezone. Tada su stigli problemi za Michaela. Na VN Velike Britanije u krugu za zagrijavanje Michael je potpuno neobjašnjivo prestigao Damona Hilla i vozio se tako par zavoja, dok ga nije propustio naprijed. Kako to nije bilo u skladu s pravilima Michael je bio kažnjen stop & go. Ignoriravši tu kaznu Michael je nastavio voziti, da bi kasnije zaradio crnu zastavu što je automatsko isključivanje iz utrke. Međutim, oglušio se i na crnu zastavu, te je utrku završio u regularnim uvjetima kao i drugi vozači. Naknadno je diskvalificiran i kažnjen zabranom utrkivanja 2 utrke. Michael je kasnije objašnjavao, da crnu zastavu nije vidio i da je slušao inženjere, što mu govore preko radio veze i što mora činiti, tj. da mora ignorirati sve kazne, jer nisu u skladu s pravilnikom za dodjeljivanje kazni. Zatražio je da mu se zabrana odloži za kasniji dio sezone, jer je htio voziti na domaćem Hockenheimu i na omiljenoj stazi, Spau. Da stvar bude još gora, upravo na utrci u Spa na VN Belgije, Michael je diskvalificiran na kraju utrke kada pobjeđuje zbog 2 mm pretanke daske na podnožju bolida. Benetton je uložio žalbu, da se daska izgrebala prilikom jednog Michaelovog izvrtanja u utrci. FIA nije priznala žalbu. Utrke u Italiji na Monzi i u Portugalu na stazi u Estorilu Michael nije vozio, a njegov najveći konkurent Damon Hill na obje je trke pobijedio i smanjio zaostatak za Michaelom na samo bod. Taj bod razlike ostao je i na kraju kada su oba pobijedila naredne dvije utrke, Michael u Jerezu, a Hill na Suzuki, uoči konačnog raspleta na VN Australije, kada se sudaraju u međusobnom dvoboju na stazi u borbi za naslov prvaka. Bolidi su bili previše oštećeni da bi nastavili utrku i za obojicu je to značilo kraj. Prvi naslov pripao je Michaelu. U tek trećoj punoj sezoni osvojio je naslov prvaka i to kao drugi najmlađi prvak na vječnoj ljestvici iza Emersona Fittipadija. Osvojeni naslov je posvetio tragično poginulom Ayrtonu Senni zbog kojega bi, kako je priznao, teško osvojio naslov. Prvi naslov prvaka Michael je osvojio s 8 postignutih pobjeda i 92 osvojena boda.
U njegov Benetton te je sezone bio ugrađen Renaultov motor jednak onome koji je bio i kod Williamsa. Michael je te sezone ostvario 9 pobjeda čime je izjednačio Mansellov rekord iz 1992. u broju postignutih pobjeda u jednoj sezoni, a još na dvije utrke pobijedio je njegov timski kolega Johnny Herbert. Posebno se ističe pobjeda na VN Belgije, koju je startao sa šesnaestog mjesta. Pored svih uspjeha te sezone bilježe se i sjajne borbe između Michaela i Damona Hilla koje su gotovo uvijek završavale sudarima. Prvi sudar zbio se na VN Velike Britanije (domaća za Hilla), kada je Hill pokušao prestići Michaela, te je na kraju u neuspjehu izbacio i sebe i Michaela. Također, nešto slično dogodilo se na VN Italije, kada je Hill prekasno kočio u jednoj šikani i direktno udario u stražnji dio Michaelovog bolida čime su obojica bili primorani prekinuti utrku. Na te dvije utrke pobijedio je drugi Benettonov vozač Johnny Herbert. Bez velikih poteškoća, Michael je sezonu završio za njega tada rekordnih osvojenih 102 boda, i postao najmlađi dvostruki svjetski prvak.

## Ferrari

#### 1996. – 1999.
Michael je 1996. prešao u Scuderiu Ferrari, momačad koja je naslov prvaka čekala još od 1979. Došavši u Maranelo Michael je bio svjestan da više neće ostvarivati vrhunske rezultate, ali je izjavljivao da će stići nova era za Ferrari. Bolid Ferrarija kojeg je on počeo voziti nakon dvojca Berger - Alesi bio je prvi desetocilindrični Ferrarijev motor. Kako je još uvijek sve bilo u razvojnoj fazi, Michael je kroz sezonu vozio dva različita modela Ferrarijevog bolida. S prvim modelom pobijedio je na VN Španjolske, a s drugim na VN Beligije i VN Italije. Kasnije je Michael rekao da su ti modeli bolida bili najgori bolidi u povijesti njegove karijere od svih bolida koje je on vozio. Bili su totalno neupravljivi i jednostavno Michael nije uživao u vožnji s tim bolidima. S ukupno 3 pobjede u sezoni Michael završava sezonu na 3. mjestu s 59 osvojenih bodova.
Godine 1997. Michael borio se s Jacquesom Villeneuveom za naslov svjetskog prvaka, koja se okonačala na zadnjoj utrci u Jerezu kada se obojica sudaraju, a Villeneuve osvaja svoj prvi i jedini naslov. Sezona je bila poprilično neizvjesna, iako Ferrarijev bolid nije bio spreman za vrhunske rezultate, a posebno se izdvaja pobjeda u kišnom Monte Carlu. Michael je te sezone osvojio 5 pobjeda i osvojio 78 bodova. Zbog nesportskog poteza (sudar s Villeneuveom) na zadnjoj utrci za VN Europe Michaelu su oduzeti svi bodovi, koje je osvojio u vozačkom poretku. Iako je bio na drugom mjestu, Michael se za tu sezonu vodi kao diskvalificiran. Pobjede su mu priznate kao i bodovi za momčad Ferrari.
Godine 1998. Michael kreće u novi pokušaj da nakon 19. god. vrati naslov u Maranello, ovog puta protiv drugog rivala, Mike Häkkinena. Häkkinen je pobijedio na prve dvije utrke i napravio prednost od 16 bodova. U nastavku sezone, Michael je sustigao prednost i na 14 od 16 utrka. Dvije utrke prije kraja sezone, obojica su imala po 80 bodova. Na preostale dvije Häkkinen je pobijedio i osvojio naslov prvaka. Sezonu je obilježila VN Beligije i sudar 12 bolida na startu, te sudar između Häkkinenovog momčadskog kolege Davida Coultharda i Michaela Schumachera zbog slabe vidljivosti. Michael je izašao iz bolida i krenuo prema boksu Mclarena da bi se obračunao s Coulthardom. Optužio ga je da ga je htio ubiti. Michael je u sezoni ostvario 6 pobjeda s ukupnim zbrojem od 86 bodova.
Sezona je sve do sedme utrke za VN Velike Britanije bila obećavajuća za Michaela, ali onda se dogodila nesreća. Prilikom starta utrke koji je naknadno već bio prekinut, zbog sudara nekih vozača s kraja startnog grida, vozači koji su nastavili su s utrkom ne znajući, da više ne moraju voziti na limitu, nego samo da završe krug i da ponovno potvrde startni poredak. Michael je bio u borbi za treće mjesto s momčadskim kolegom Eddijem Irvineom i prilikom ulaska u zavoj Stowe produžio je ravno u zid. Udario je u zid od guma pri brzini od 107 km/h i zadobio je dvostruki prijelom desne noge tako da je izbivao sa sljedećih šest utrka. Vratio se na VN Malezije, predzadnju utrku sezone i pomogao je Irvineu u pobijedi na toj utrci u kojoj je Michael bio drugi, čime je pokazao da je bio spreman za natjecanje, unatoč dvomjesečnom izbivanju. Na posljednjoj utrci na VN Japana u Suzuki također osvaja drugo mjesto iza Häkkinena s rezervnom vožnjom jer je bio u poziciji, da pomogne Irvineu da osvoji naslov. Kasnije je izjavio, da je Mika Häkkinen protivnik kojeg najviše respektira od svih protivnika dosad. Sezonu je završio na 5. mjestu s 44 bodova. Ferrari je te sezone osvojio naslov konstruktorskog prvaka.

#### 2000. – 2002.
Michael 2000. osvaja treći naslov prvaka nakon velike borbe s Hakkinenom. Pobijedio je u prve tri utrke. Sredinom sezone bilježi tri odustajanja zaredom (dva već na samom startu u prvim zavojima) koja su Hakkinenu vratila zaostatak za Michaelom, te je još naknadno pobijedio na dvije utrke, što je smanjilo Michaelovu prednost na minimum. Sezonu završava pobijedivši na svim preostalim utrkama do kraja sezone i osvaja naslov na predzadnjoj utrci u Suzuki.
Na VN Italije izjednačio je broj pobjeda sa Sennom, a novinarsko pitanje u vezi s tim velikim postignućem rasplakalo ga je iako je bio na televizijskom prijenosu uživo. Ukupno je pobijedio 9 puta i osvojio rekordnih 108 bodova.
2001. Michael osvaja i četvrti naslov prvaka i ponavlja rekord od 9 pobjeda u sezoni. Sezonu obilježava sjajnim bratskim dvobojima s bratom Ralfom kada ga mlađi brat uspijeva pobijediti na VN Kanade, a ističe se i pobjeda na VN Belgije na kojoj Michael ruši rekord Alaina Prosta u broju pobjeda u karijeri (52 pobjede). Naslov osvaja 4 utrke prije kraja sezone, a sezonu završava sa 123 boda, 58 više od drugoplasiranog Coultharda.
2002. je bila sezona pune dominacije i pobjede Ferrarija na 15 od 17 utrka, a Michael je postavio novi rekord u broju pobjeda u sezoni i on sad iznosi 11 pobjeda. Michael je osvojio 5. naslova prvaka i izjednačio se s Juanom Manuelom Fangiom. U sezoni se ističe i jedna pomalo čudna pobjeda na VN Austrije kada Michael kao pobjednik biva izviždan od publike jer ga je na samom cilju propustio timski kolega Barrichello. Cijela situacija je izrežirao vođa Ferrarija Jean Todt. Sezonu završava s rekordnih 144 boda, 60 bodova više od momčadskog kolege Barrichella. S Barrichellom osvaja čak 9 dvostrukih pobjeda za Ferrari u 17 odvoženih utrka.

#### 2003. – 2004.
Michael 2003. ruši jedan od najvažnijih rekorda uopće u F1 ikada postignutih, a to su naslovi svjetskoga prvaka. Te godine postaje šesti put svjetski prvak, a rekord je do tada držao Juan Manuel Fangio s 5 osvojenih prvenstava. Te godine najveći rivali su mu bili vozači Williamsa BMW-a (uključujući brata Ralfa) i McLaren Mercedesa. Sezona je bila jedna od najnepredvidljivih u posljednjih nekoliko godina i odluka o prvaku je pala na zadnjoj utrci u Suzuki, kada je Kimi Raikkonen imao minimalne šanse da osvoji prvenstvo. Utrku prije na utrci za VN SAD-a u Indianapolisu veliku šansu je imao i Juan Pablo Montoya. 
Od početka sezone Michael i Ferrari su se mučili s mnogim problemima, ali ipak pobjeđuje tri utrke zaredom. Sredinu sezone obilježila je dominacija mlađeg brata Ralpha. Pobjede se vraćaju i na prekooceanskoj turneji u Americi kada njegovi ključni suparnici posustaju u utrci. Na zadnjoj utrci za VN Japana bio mu je potreban samo 1 bod da osvoji naslov što se točno tako i dogodilo, jer je utrku završio tek kao osmi s puno sudara i nepredvidivih izljetanja (uključujući i borbe s Ralfom). Sezonu je završio s 93 osvojena boda.
2004. je bila prava rekordna sezona Michaela Schumachera. U prvih 13 utrka pobijedio je 12 puta što u povijesti natjecanja Formule 1 nikada nije bilo ubilježeno. Rekordni 7. naslova prvaka (kasnije će pokazati, da je to bio posljednji naslov) osvojio je bez većih poteškoća. Kroz sezonu je imao dva incidenta s Juanom Pablom Montoyom na VN San Marina kada je skoro izbacio Kolumbijca iz utrke. Radilo se samo o laganom dodiru koji je bio dvojben jer je izgledalo da je Michael doista namjerno pokušao izbaciti Montoyu sa staze. Drugi se zbio u tunelu Monaka kada se Montoya prilikom faze safety-cara zalijeće u Michaela. Michael je zagrijavao kočnice i gume te naglo usporio na što je Montoya prekasno reagirao i zaletio se u njega. To je ujedno bilo i jedino odustajanje Michaela te sezone. Ukupno je pobijedio u 13 od 18 utrka te postavio i taj novi rekord. Sezonu je završio s 148 osvojenih bodova.

#### 2005. – 2006.
Sezona 2005. za Michaela je bila jedna od najtežih sezona u karijeri, jer je s vrlo moćnim bolidom, koji svih proteklih godina bio nepobjediv, upao u totalni prosjek, a jednu jedinu pobjedu te sezone ostvario je na VN SAD-a u utrci šest bolida, koji su bili na Bridgestonovim gumama, jer su se svi koji su bili na Michelinovim gumama povukli s utrke radi sigurnosnih razloga. Te sezone su se promijenila pravila za gume, koje se više nisu mijenjale tokom utrke, nego je jedan set guma morao izdržati čitavu utrku. To je bio glavni razlog slabe Ferrarijeve forme te sezone. Od pravih utrka bilježi se sjajna borba s Alonsom na VN San Marina, kad ga je Michael stiskao zadnjih 12 krugova u borbi za prvo mjesto, ali na kraju ipak nije uspio. Odustao je šest puta u 19 utrka i osvojio 62 boda što je bilo dovoljno za njega slabo treće mjesto u poretku.
2006. je bila posljednja Michaelova sezona u Formuli 1. Nakon tri utrke osvojio je 11 bodova i bio već 17 bodova u zaostatku za Fernandom Alonsom, aktualnim svjetskim prvakom. Nakon 18 mjeseci pobjeđuje u naredne dvije utrke, ne brojeći pobjedu na VN SAD-a, kada su se sve momčadi na Michelinu povukle s utrke. Nakon VN Kanade zaostatak za Alonsom je dostigao vrhunac i iznosio je 25 bodova. U sljedeće tri utrke Michael se vraća i smanjuje na prihvatljivijih 11 bodova. U nastavku sezone pobjeđuje na VN Italije i VN Kine kada se po prvi put u sezoni izjednačava s Alonsom. Ostvaruje jedan od najvećih obrata u sezoni u povijesti Formule 1. Iako je bio na dobrom putu da osvoji rekordni 8. naslov svjetskoga prvaka, kvar na motoru na VN Japana je upropastio priliku. Bio je to kvar kakav se nije dogodio još od VN Francuske 2000. i za Michaela je sezona bila izgubljena. Alonsu je u završnici trebao samo bod da potvrdi svoj drugi naslov, što se na kraju i dogodilo. Michael je posljednju utrku završio kao 4. s mnogo problema uoči same utrke, koje su se događale i tokom utrke, od problema s pumpom za gorivo do ispuštanja gume prilikom dodira s Fisichellom. Unatoč svim problemima, koje su se događali na toj utrci po Michaelu, utrka je otišla u povijest kao njegova zadnja utrka u Formuli 1.

#### Povlačenje iz Formule 1
Dok su se još prskali šampanjcem na pobjedničkom podiju i dobivali pobjedničke pokale, pobjednički trojac tog vikenda Michael Schumacher, Kimi Raikkonen i Robert Kubica, Ferrari je objavio novinskim agencijama da se Schumacher krajem godine povlači iz Formule 1. Nekoliko minuta kasnije uživo pred milijunima gledatelja na novinarskoj konferenciji nakon utrke Michael konačno sam objavljuje vijest, koja se mjesecima nagađala kroz medije. Michael objavljuje kraj trkaće karijere na kraju sezone i zahvaljuje se cijeloj obitelji, osobito ocu, koji mu je pomogao da krene tim putem. Spomenuo je svoju cijelu 30-godišnju trkaću karijeru i sve što su mu utrke donijele kroz to razdoblje.

## Mercedes GP

#### Povratak u Formulu 1 (2010. – 2012.)
Michael Schumacher se vratio se aktivnom utrkivanju u F1 2010. godine, vozeći za momčad Mercedes GP. Sezonu završava na 9. mjestu ukupnog poretka vozača, što mu je najlošiji rezultat u karijeri vozača F1. U sezoni 2011. također nastupa za momčad Mercedes GP-a, te je najavljivao borbu za podije i pobjede u nadolazećoj sezoni. Prva utrka sezone na GP Australije nije davala u tom pravcu. Svoju posljednju utrku u Formuli 1 za Veliku nagradu Brazila 2012. završio je na sedmom mjestu.
Na kraju sezone Svjetskog prvenstva u Formuli 1 2012. bio je trinaesti i izgubio je od Rosberga s 49 prema 93 boda.

## Osobni život
Dana 29. prosinca 2013. Michael Schumacher doživio je tešku nesreću na skijanju u francuskim Alpama udarivši glavom o stijenu. Helikopterom je prevezen u obližnju bolnicu Centre Hospitalier Universitaire de Grenoble.

## Postignuća

### Sažetak karijere
| Godina                                                                      | Kategorija                         | Momčad                        | Utrke | Startne pozicije | Pobjede | Bodovi | Poredak |
| --------------------------------------------------------------------------- | ---------------------------------- | ----------------------------- | ----- | ---------------- | ------- | ------ | ------- |
| 1988.                                                                       | European Formula Ford 1600         | Eufra Racing                  | 4     | 1                | 2       | 50     | 2.      |
| 1988.                                                                       | German Formula Ford 1600           | Eufra Racing                  | 6     | 1                | 3       | 124    | 6.      |
| 1988.                                                                       | Formula König                      | Hoecker Sportwagenservice     | 10    | 1                | 9       | 192    | 1.      |
| 1989.                                                                       | German Formula Three               | WTS Racing                    | 12    | 2                | 2       | 163    | 3.      |
| 1989.                                                                       | European Formula Three Cup         | WTS Racing                    | 1     | 0                | 0       | –      | NC      |
| 1989.                                                                       | Macau Grand Prix                   | WTS Racing                    | 1     | 0                | 0       | –      | NC      |
| 1990.                                                                       | World Sportscar Championship       | Team Sauber Mercedes          | 3     | 0                | 1       | 21     | =5.     |
| 1990.                                                                       | German Formula Three               | WTS Racing                    | 11    | 6                | 5       | 148    | 1.      |
| 1990.                                                                       | European Formula Three Cup         | WTS Racing                    | 1     | 1                | 0       | –      | NC      |
| 1990.                                                                       | Macau Grand Prix                   | WTS Racing                    | 1     | 0                | 1       | –      | 1.      |
| 1991.                                                                       | Formula 1                          | Team 7UP Jordan               | 1     | 0                | 0       | 0      | 14.     |
| 1991.                                                                       | Formula 1                          | Camel Benetton Ford           | 5     | 0                | 0       | 4      | 14.     |
| 1991.                                                                       | World Sportscar Championship       | Team Sauber Mercedes          | 8     | 0                | 1       | 43     | =9.     |
| 1991.                                                                       | Deutsche Tourenwagen Meisterschaft | Zakspeed Mercedes             | 4     | 0                | 0       | 0      | NC      |
| 1991.                                                                       | Japanese Formula 3000              | Team Le Mans                  | 1     | 0                | 0       | 6      | 12.     |
| 1992.                                                                       | Formula 1                          | Camel Benetton Ford           | 16    | 0                | 1       | 53     | 3.      |
| 1993.                                                                       | Formula 1                          | Camel Benetton Ford           | 16    | 0                | 1       | 52     | 4.      |
| 1994.                                                                       | Formula 1                          | Mild Seven Benetton Ford      | 14    | 6                | 8       | 92     | 1.      |
| 1995.                                                                       | Formula 1                          | Mild Seven Benetton Renault   | 17    | 4                | 9       | 102    | 1.      |
| 1996.                                                                       | Formula 1                          | Scuderia Ferrari              | 16    | 4                | 3       | 59     | 3.      |
| 1997.                                                                       | Formula 1                          | Scuderia Ferrari Marlboro     | 17    | 3                | 5       | 78     | DSQ*    |
| 1998.                                                                       | Formula 1                          | Scuderia Ferrari Marlboro     | 16    | 3                | 6       | 86     | 2.      |
| 1999.                                                                       | Formula 1                          | Scuderia Ferrari Marlboro     | 10    | 3                | 2       | 44     | 5.      |
| 2000.                                                                       | Formula 1                          | Scuderia Ferrari Marlboro     | 17    | 9                | 9       | 108    | 1.      |
| 2001.                                                                       | Formula 1                          | Scuderia Ferrari Marlboro     | 17    | 11               | 9       | 123    | 1.      |
| 2002.                                                                       | Formula 1                          | Scuderia Ferrari Marlboro     | 17    | 7                | 11      | 144    | 1.      |
| 2003.                                                                       | Formula 1                          | Scuderia Ferrari Marlboro     | 16    | 5                | 6       | 93     | 1.      |
| 2004.                                                                       | Formula 1                          | Scuderia Ferrari Marlboro     | 18    | 8                | 13      | 148    | 1.      |
| 2005.                                                                       | Formula 1                          | Scuderia Ferrari Marlboro     | 19    | 1                | 1       | 62     | 3.      |
| 2006.                                                                       | Formula 1                          | Scuderia Ferrari Marlboro     | 18    | 4                | 7       | 121    | 2.      |
| U sezonama 2007., 2008. i 2009. g. Schumacher se nije natjecao u Formuli 1. |                                    |                               |       |                  |         |        |         |
| 2010.                                                                       | Formula 1                          | Mercedes GP Petronas F1 Team  | 19    | -                | -       | 72     | 9.      |
| 2011.                                                                       | Formula 1                          | Mercedes GP Petronas F1 Team  | 19    | -                | -       | 76     | 8.      |
| 2012.                                                                       | Formula 1                          | Mercedes AMG Petronas F1 Team | 20    | -                | -       | 49     | 13.     |

### Potpuni popis rezultata u Formuli 1
(legenda) (Utrke označene debelim slovima označuju najbolju startnu poziciju) (Utrke označene kosim slovima označuju najbrži krug utrke)
| Godina                                                                        | Konstruktor / Momčad                         | 1.      | 2.     | 3.      | 4.      | 5.      | 6.      | 7.      | 8.      | 9.      | 10.     | 11.     | 12.     | 13.     | 14.     | 15.     | 16.     | 17.     | 18.    | 19.     | 20.   | Bodovi | Poredak |
| ----------------------------------------------------------------------------- | -------------------------------------------- | ------- | ------ | ------- | ------- | ------- | ------- | ------- | ------- | ------- | ------- | ------- | ------- | ------- | ------- | ------- | ------- | ------- | ------ | ------- | ----- | ------ | ------- |
| 1991.                                                                         | Jordan-Ford Team 7UP Jordan                  | SAD     | BRA    | SMR     | MON     | KAN     | MEX     | FRA     | VBR     | NJE     | MAĐ     | BEL Ret |         |         |         |         |         |         |        |         |       | 4      | 14.     |
| 1991.                                                                         | Benetton-Ford Camel Benetton Ford            |         |        |         |         |         |         |         |         |         |         |         | ITA 5   | POR 6   | ŠPA 6   | JAP Ret | AUS Ret |         |        |         |       | 4      | 14.     |
| 1992.                                                                         | Benetton-Ford Camel Benetton Ford            | JAR 4   | MEX 3  | BRA 3   | ŠPA 2   | SMR Ret | MON 4   | KAN 2   | FRA Ret | VBR 4   | NJE 3   | MAĐ Ret | BEL 1   | ITA 3   | POR 7   | JAP Ret | AUS 2   |         |        |         |       | 53     | 3.      |
| 1993.                                                                         | Benetton-Ford Camel Benetton Ford            | JAR Ret | BRA 3  | EUR Ret | SMR 2   | ŠPA 3   | MON Ret | KAN 2   | FRA 3   | VBR 2   | NJE 2   | MAĐ Ret | BEL 2   | ITA Ret | POR 1   | JAP Ret | AUS Ret |         |        |         |       | 52     | 4.      |
| 1994.                                                                         | Benetton-Ford Mild Seven Benetton Ford       | BRA 1   | PAC 1  | SMR 1   | MON 1   | ŠPA 2   | KAN 1   | FRA 1   | VBR DSQ | NJE Ret | MAĐ 1   | BEL DSQ | ITA     | POR     | EUR 1   | JAP 2   | AUS Ret |         |        |         |       | 92     | 1.      |
| 1995.                                                                         | Benetton-Renault Mild Seven Benetton Renault | BRA 1   | ARG 3  | SMR Ret | ŠPA 1   | MON 1   | KAN 5   | FRA 1   | VBR Ret | NJE 1   | MAĐ Ret | BEL 1   | ITA Ret | POR 2   | EUR 1   | PAC 1   | JAP 1   | AUS Ret |        |         |       | 102    | 1.      |
| 1996.                                                                         | Ferrari Scuderia Ferrari                     | AUS Ret | BRA 3  | ARG Ret | EUR 2   | SMR 2   | MON Ret | ŠPA 1   | KAN Ret | FRA DNS | VBR Ret | NJE 4   | MAĐ 9   | BEL 1   | ITA 1   | POR 3   | JAP 2   |         |        |         |       | 59     | 3.      |
| 1997.                                                                         | Ferrari Scuderia Ferrari Marlboro            | AUS 2   | BRA 5  | ARG Ret | SMR 2   | MON 1   | ŠPA 4   | KAN 1   | FRA 1   | VBR Ret | NJE 2   | MAĐ 4   | BEL 1   | ITA 6   | AUT 6   | LUX Ret | JAP 1   | EUR Ret |        |         |       | 78*    | DSQ     |
| 1998.                                                                         | Ferrari Scuderia Ferrari Marlboro            | AUS Ret | BRA 3  | ARG 1   | SMR 2   | ŠPA 3   | MON 10  | KAN 1   | FRA 1   | VBR 1   | AUT 3   | NJE 5   | MAĐ 1   | BEL Ret | ITA 1   | LUX 2   | JAP Ret |         |        |         |       | 86     | 2.      |
| 1999.                                                                         | Ferrari Scuderia Ferrari Marlboro            | AUS 8   | BRA 2  | SMR 1   | MON 1   | ŠPA 3   | KAN Ret | FRA 5   | VBR DNS | AUT INJ | NJE INJ | MAĐ INJ | BEL INJ | ITA INJ | EUR INJ | MAL 2   | JAP 2   |         |        |         |       | 44     | 5.      |
| 2000.                                                                         | Ferrari Scuderia Ferrari Marlboro            | AUS 1   | BRA 1  | SMR 1   | VBR 3   | ŠPA 5   | EUR 1   | MON Ret | KAN 1   | FRA Ret | AUT Ret | NJE Ret | MAĐ 2   | BEL 2   | ITA 1   | SAD 1   | JAP 1   | MAL 1   |        |         |       | 108    | 1.      |
| 2001.                                                                         | Ferrari Scuderia Ferrari Marlboro            | AUS 1   | MAL 1  | BRA 2   | SMR Ret | ŠPA 1   | AUT 2   | MON 1   | KAN 2   | EUR 1   | FRA 1   | VBR 2   | NJE Ret | MAĐ 1   | BEL 1   | ITA 4   | SAD 2   | JAP 1   |        |         |       | 123    | 1.      |
| 2002.                                                                         | Ferrari Scuderia Ferrari Marlboro            | AUS 1   | MAL 3  | BRA 1   | SMR 1   | ŠPA 1   | AUT 1   | MON 2   | KAN 1   | EUR 2   | VBR 1   | FRA 1   | NJE 1   | MAĐ 2   | BEL 1   | ITA 2   | SAD 2   | JAP 1   |        |         |       | 144    | 1.      |
| 2003.                                                                         | Ferrari Scuderia Ferrari Marlboro            | AUS 4   | MAL 6  | BRA Ret | SMR 1   | ŠPA 1   | AUT 1   | MON 3   | KAN 1   | EUR 5   | FRA 3   | VBR 4   | NJE 7   | MAĐ 8   | ITA 1   | SAD 1   | JAP 8   |         |        |         |       | 93     | 1.      |
| 2004.                                                                         | Ferrari Scuderia Ferrari Marlboro            | AUS 1   | MAL 1  | BHR 1   | SMR 1   | ŠPA 1   | MON Ret | EUR 1   | KAN 1   | SAD 1   | FRA 1   | VBR 1   | NJE 1   | MAĐ 1   | BEL 2   | ITA 2   | KIN 12  | JAP 1   | BRA 7  |         |       | 148    | 1.      |
| 2005.                                                                         | Ferrari Scuderia Ferrari Marlboro            | AUS Ret | MAL 7  | BHR Ret | SMR 2   | ŠPA Ret | MON 7   | EUR 5   | KAN 2   | SAD 1   | FRA 3   | VBR 6   | NJE 5   | MAĐ 2   | TUR Ret | ITA 10  | BEL Ret | BRA 4   | JAP 7  | KIN Ret |       | 62     | 3.      |
| 2006.                                                                         | Ferrari Scuderia Ferrari Marlboro            | BHR 2   | MAL 6  | AUS Ret | SMR 1   | EUR 1   | ŠPA 2   | MON 5   | VBR 2   | KAN 2   | SAD 1   | FRA 1   | NJE 1   | MAĐ 8   | TUR 3   | ITA 1   | KIN 1   | JAP Ret | BRA 4  |         |       | 121    | 2.      |
| U sezonama 2007., 2008. i 2009. god. Schumacher se nije natjecao u Formuli 1. |                                              |         |        |         |         |         |         |         |         |         |         |         |         |         |         |         |         |         |        |         |       |        |         |
| 2010.                                                                         | Mercedes Mercedes GP Petronas F1 Team        | BHR 6   | AUS 10 | MAL Ret | KIN 10  | ŠPA 4   | MON 12  | TUR 4   | KAN 11  | EUR 15  | VBR 9   | NJE 9   | MAĐ 11  | BEL 7   | ITA 9   | SIN 13  | JAP 6   | KOR 4   | BRA 7  | ABU Ret |       | 72     | 9.      |
| 2011.                                                                         | Mercedes Mercedes GP Petronas F1 Team        | AUS Ret | MAL 9  | KIN 8   | TUR 12  | ŠPA 6   | MON Ret | KAN 4   | EUR 17  | VBR 9   | NJE 8   | MAĐ Ret | BEL 5   | ITA 5   | SIN Ret | JAP 6   | KOR Ret | IND 5   | ABU 7  | BRA 15  |       | 76     | 8.      |
| 2012.                                                                         | Mercedes Mercedes AMG Petronas F1 Team       | AUS Ret | MAL 10 | KIN Ret | BHR 10  | ŠPA Ret | MON Ret | KAN Ret | EUR 3   | VBR 7   | NJE 7   | MAĐ Ret | BEL 7   | ITA 6   | SIN Ret | JAP 11  | KOR 13  | IND 22  | ABU 11 | SAD 16  | BRA 7 | 49     | 13.     |

* 1997. diskvalificiran iz vozačkog poretka zbog opasne vožnje na VN Europe i sudara s Jacquesom Villeneuveom. Bodovi koje je osvojio tokom sezone bili su dovoljni za drugo mjesto u poretku.

## Formula 1: rekordi
Rekordi koje Schumacher još uvijek drži:
|    | Rekord                                                                 | Broj                         |
| -- | ---------------------------------------------------------------------- | ---------------------------- |
| 1  | Naslovi prvaka                                                         | 7*                           |
| 2  | Uzastopni naslovi                                                      | 5                            |
| 3  | Pobjede na istoj VN                                                    | 8 (Francuska)*               |
| 4  | Uzastopne utrke na pobjedničkom postolju                               | 19 (SAD 2001. - Japan 2002.) |
| 5  | Najbrži krugovi                                                        | 77                           |
| 6  | Savršen rezultat (prvo startno mjesto, najbrži krug i pobjeda u utrci) | 22                           |
| 7  | Pobjede u jednoj sezoni                                                | 13 (2004.)*                  |
| 8  | Najbrži krugovi u jednoj sezoni                                        | 10 (2004.)*                  |
| 9  | Najveći broj preostalih utrka u prvenstvu nakon osvojenog naslova      | 6 (2002.)                    |
| 10 | Uzastopne godine s pobjedom                                            | 15*                          |

* Rekord dijeljen s drugim vozačem

## Vanjske poveznice
- Službena stranica Michaela Schumachera
- Grandprix.com Profil
- Statistika karijere
- Profil Michaela Schumachera zajedno sa statistikom na F1db  Arhivirana inačica izvorne stranice od 8. listopada 2007. (Wayback Machine)
- Michael Schumacher, statistika karijere
- Članci o Michaelu Schumacheru